# دونكينو
دونكينو قرية تقع إدارياً ضمن تريافنا في بلغاريا. تعتمد دونكينو للبريد على الرمز البريدي 5360.